# 索羅斯比 (澳大利亞國會選區)
索羅斯比選區（英語：Division of Throsby），是澳大利亞新南威爾士州的下議院選區，位於該州伍倫貢以南太平洋岸，選區因探險家查爾斯·索羅斯比而得名。面積1,422平方公里。
選區始於1984年，自創設以來一直是工黨的根據地。自2010年起當區議員是史提芬·瓊斯，2016年被廢除。

## 另見
- 澳大利亞聯邦下議院選舉分區